# Глушеня
Глу́шеня (латыш. Glušeņa ezers) или Глушень — небольшое озеро Латгальской возвышенности в восточной части Латвии, располагается на территории Рунденской волости Лудзенского края. Относится к бассейну Западной Двины.
Находится на восточной окраине национального парка Разнас в лесной болотистой местности левобережья среднего течения Волчицы, на высоте 176,4 м над уровнем моря. Округлой формы. Площадь водной поверхности — 3,8 га. Вода имеет коричневатый оттенок. Берега в основном заболоченные, местами подвержены зарастанию. С северо-восточной стороны впадает водоток.
Зафиксированы следы деятельности бобров.